# National Constitution Center
Il National Constitution Center è un'istituzione senza scopo di lucro dedicata alla Costituzione degli Stati Uniti. Situato sull'Independence Mall di Filadelfia, in Pennsylvania, il centro funge da museo interattivo e spazio di discussione sulla costituzione. Ospita capi di governo, giornalisti, studiosi e celebrità in discussioni pubbliche (compresi i dibattiti presidenziali). Il centro ospita l'Annenberg Center for Education and Outreach, che offre risorse per l'apprendimento online. Questo luogo non ospita il testo originale della costituzione, che in realtà si trova nel National Archives Building a Washington.
Il 17 settembre 2000 si tenne la cerimonia di inaugurazione (alla presenza dell'allora presidente Bill Clinton), nel 213º anniversario della firma della Costituzione. Il centro è stato inaugurato il 4 luglio 2003, unendosi ad altri siti e attrazioni storiche, come l'Independence Hall e la Liberty Bell, in quello che è stato definito "il miglio quadrato più storico d'America".

## Direzione
Il consiglio di amministrazione del National Constitution Center ha nominato il professore di diritto, commentatore legale ed ex studioso in visita Jeffrey Rosen come presidente e amministratore delegato del centro; Rosen ha iniziato il suo mandato nel giugno 2013. I presidenti del consiglio del Centro sono stati:
| Presidente        | Periodo   |
| ----------------- | --------- |
| John C. Bogle     | 1999–2007 |
| George H. W. Bush | 2007–2009 |
| Bill Clinton      | 2009–2012 |
| Jeb Bush          | 2013–2017 |
| Joe Biden         | 2017–2019 |
| Neil Gorsuch      | 2019–     |